# Turdus maranonicus
El zorzal del Marañón o tordo de Marañón (Turdus maranonicus) es una especie de ave paseriforme de la familia de los túrdidos, es originaria de América del Sur.

## Distribución y hábitat
Su hábitat natural son los bosques secos y bosques húmedos de baja altitud. Es nativa de noroeste de Perú y el sur de Ecuador, está clasificado como de preocupación menor por la IUCN.